# Los Angeles Lazers
Los Angeles Lazers ist ein ehemaliger US-amerikanischer Profifußballverein, der von 1982 bis 1989 zur Major Indoor Soccer League zählte. Die Heimspiele des Vereins wurden in The Forum in Inglewood, Kalifornien, ausgetragen.

## Geschichte
Besitzer des Cluibs war Jerry Buss, dem gleichzeitig das Basketballteam der Los Angeles Lakers gehört. In den sieben Jahren, in denen die Lazers am Spielbetrieb teilnahmen, waren sie allerdings nicht sonderlich erfolgreich. Nur in der Saison 1984/85 erreichte man das Viertelfinale der Play-offs zur Indoor Meisterschaft. Insgesamt blieb der Erfolg aus und auch den Zuschauern war der Fußball nicht nahezubringen. 1989 löste sich der Verein auf.